# Pascual Saldarriaga
Pascual Saldarriaga Chapilliquén (Viviate, Paita, Piura, 14 de septiembre de 1947), es un destacado ingeniero de sonido y productor musical con una notable trayectoria en la industria musical peruana. Su influencia y contribuciones han sido fundamentales para la creación y consolidación de la música tropical andina en el Perú durante la década de 1980.

## Primeros años y migración a Lima
Saldarriaga nació y creció en el pueblo de Viviate, en Paita, Piura, lugar donde estudió su educación básica y se dedicó a los quehaceres propios del campo y el hogar, sin que en ese punto de su vida tenga relación alguna con la música .
A los 16 años, Pascual migra a Lima, ciudad en la que, buscando un empleo, ingresa al mundo de la música como recepcionista telefónico y asistente administrativo de Radio Miraflores, propiedad de los hermanos Palma, descendientes de Ricardo Palma. En este espacio, aprende a reconocer las máquinas de radiofonía y el sentido de su funcionamiento. Aquí, y en ausencia de los operadores radiales, el joven comenzó a manipular las consolas, hasta conseguir el empleo como operador, trabajando en la emisora hasta 1969 .

## Llegada a Sono Radio
Su primer gran paso en la industria musical fue en la reconocida discográfica Sono Radio, donde colaboró en la producción de importantes grupos peruanos de la época. Trabajó con artistas como Trío Ayacucho, Mario y sus Carretas, Orquesta Típica Juventud Huancaína, Enrique Lynch y su Conjunto, Los Shain's, Black Sugar, Los Diablos Rojos, Mario Cavagnaro  y Traffic Sound, entre otros. Durante su tiempo en Sono Radio, Saldarriaga demostró su destreza técnica y su capacidad para crear un sonido distintivo y de alta calidad. En esta casa, labora hasta el período próximo a 1974-1975, cuando es convocado por Alberto Maraví para trabajar como técnico de sonido del sello Infopesa .

## Etapa en INFOPESA y viaje a Bolivia
Cerca a 1975, se unió al sello discográfico Infopesa, donde intervino en varias producciones fundamentales de la industria musical peruana. Desde su posición como ingeniero de sonido, trabajó en la producción de reconocidos artistas como Pitín Sánchez y Orquesta, Iván Cruz, Los Mirlos y Otto de Rojas y su Orquesta. Su habilidad para capturar el sonido deseado y su atención meticulosa a los detalles contribuyeron al éxito de numerosos proyectos musicales.
En 1978, Saldarriaga fue reclutado por Imperio Records en Bolivia, donde amplió aún más su experiencia en la producción musical tropical andina, involucrándose en la producción de orquestas tropicales, huayno y cueca.

## Sono Grabaciones Maldonado y Horóscopo
A partir de 1980, la carrera de Pascual Saldarriaga experimenta un crecimiento inédito para un ingeniero de sonido peruano. Ese año, fue invitado a trabajar en Sono Grabaciones Maldonado, un estudio de grabación del empresario pasqueño Humberto Maldonado Balbín, que era utilizado por varios sellos discográficos. Aquí, Saldarriaga se convirtió en la figura clave en la producción de música tropical andina a través de su trabajo con el sello Horóscopo, llegando a producir temas como "Perú España 1982", "Manos morenas" en homenaje al vóley peruano y a artistas como Zagalón y su Grupo Hidalgo.
Trabajando en Maldonado, Saldarriaga conoce a Juan Campos Muñoz, un empresario de Huacho que se había convertido en promotor de grupos del género tropical andino, cuyo movimiento se encontraba en un lento ascenso. Campos era dueño de un sello que promovía a un grupo huancaíno llamado "Los Shapis", por lo que encarga a la sala y, por extensión, a Saldarriaga, grabar un primer sencillo de la agrupación, llamado "El aguajal", que pronto se volvió un éxito en Perú, Bolivia y Ecuador. Debido a la fama alcanzada en el circuito de producción, Saldarriaga es convocado ese mismo año, 1982, a trabajar en Estudios Jafe.

## Jafe, el auge de Horóscopo y PRODISAR
Jafe era una sala de grabaciones especializada en jingles televisivos y productos afines para medios de comunicación, si bien eventualmente grababa a grupos musicales. Debido a que Saldarriaga había conseguido una cartera de clientes gracias al éxito conseguido con Los Shapis, solicita a Jafe que le brinde horas de estudio para poder atender a esa cartera y, sobre todo, al sello Horóscopo .
Trabajando con Horóscopo, Saldarriaga colaboró estrechamente con grupos de la costa peruana y, sobre todo, con grupos andinos como Pintura Roja, Los Shapis, Los Ovnis, Cielo Gris, Grupo Alegría, Grupo Melodía, Los Mangos de Jauja, Los Andinos de Huaraz, Cielo Azul, Los Wankas y Los Oriundos de Ayacucho, entre muchos otros. Su habilidad para capturar la esencia y la identidad de la música andina tropical ayudó a definir el sonido de este género y a impulsar su popularidad en todo el país .
Paralelamente, Saldarriaga, siempre como ingeniero de JAFE, colaboró con el sello Prodisar en la producción de música huayno. Su experiencia y conocimiento en la grabación de este género, especialmente con la inclusión del arpa, contribuyeron a la evolución y éxito de numerosos artistas huayno en la década de 1980. Trabajó con artistas como Doris Ferrer, Alicia Delgado, Elmer de la Cruz y los Dinámicos de Huaral, Rómulo Palomino y Los Diamantes de Maní de Cajatambo, entre otros, dejando una marca significativa en la escena del huayno y, específicamente, el huayno con arpa de la sierra de Lima.

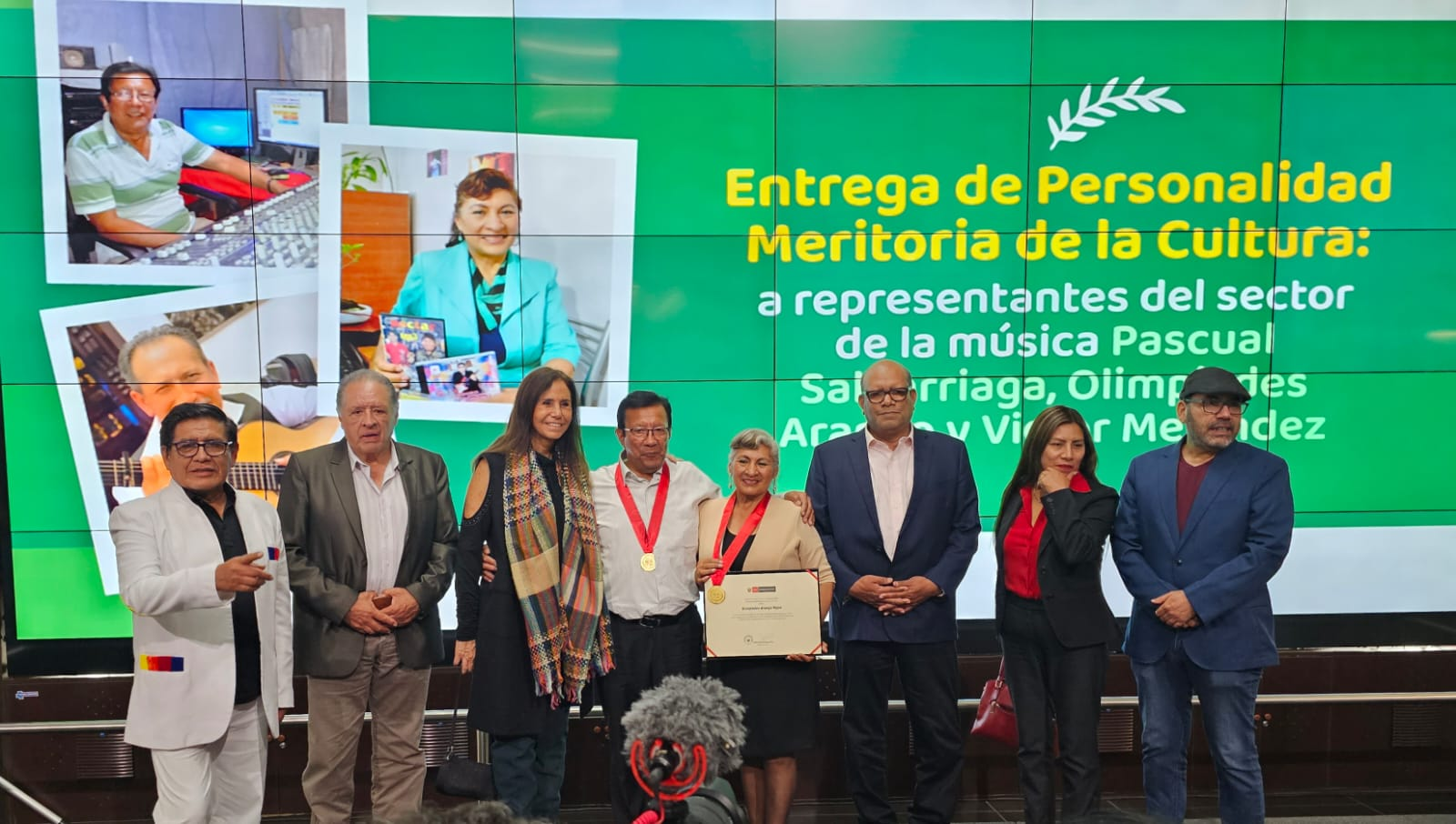
Reconocimiento a Pascual Saldarriaga como Personalidad Meritoria de la Cultura

## Legado de Saldarriaga
Aunque Pascual Saldarriaga se ha autodenominado como un técnico de sonido en diversas entrevistas, su labor trasciende esa etiqueta, ya que ha intervenido en aspectos clave como los criterios de grabación, la estructura de las canciones, los arreglos musicales y, en general, ha desempeñado tareas propias de un productor discográfico. Aunque los dueños de los sellos, los directores musicales y los músicos también han participado en estas tareas, reconocen el criterio artístico de Pascual, lo que lo convierte de facto en el principal productor de la música tropical andina y el huayno con arpa, géneros que generaron un gran impacto a nivel nacional durante las décadas de 1980 y 1990 .

## Reconocimientos
En octubre de 2023, el Ministerio de Cultura de Perú otorgó a Pascual Saldarriaga, a través de la Resolución Ministerial N.° 373-2023-MC, la distinción de Personalidad Meritoria de la Cultura por su aporte trascendental a la consolidación y masificación de la música peruana, y en especial de la música tropical andina .